# Moritz von Hirschfeld
Karl Ulrich Friedrich Wilhelm Moritz von Hirschfeld (Halberstadt, 4 de julio de 1790-Coblenza, 13 de octubre de 1859) fue un general prusiano.

## Biografía
En 1806, ingresó en el regimiento de su padre y participó en la insatisfactoria campaña de ese año. En 1809, participó con su hermano mayor Eugen en un alzamiento contra las fuerzas de ocupación francesas. Esto terminó con la huida de ambos a Inglaterra en 1809. Ambos se unieron a los dragones españoles en su lucha contra los franceses. Su hermano murió en batalla en 1811. El Teniente Moritz recibió graves heridas en batalla dos veces, y terminó cautivo de los franceses. Escapó en 1813, bajo circunstancias muy peligrosas. Sus 15 heridas lo hicieron apenas reconocible cuando recibió una medalla por sus acciones. En 1814 participó en la campaña en Francia como teniente coronel en el ejército español.
Hirschfeld retornó al Ejército prusiano en 1815, y en los años de paz sucesores subió en los rangos del ejército. En 1849 se encontró como comandante de la 15.ª división del Ejército prusiano a  las órdenes del Príncipe de Prusia. Participó en las batallas que expulsaron al ejército rebelde del Palatinado y lo llevaron a brazos de las fuerzas de Baden a las órdenes de Mieroslawski. Después de relevar la fortaleza de Landau (una de las fortalezas confederadas), que estaba en manos de oficiales que no habían desertado, lideró dos divisiones contra Mieroslawski. En Waghäusel, obligó a esas fuerzas numéricamente muy superiores a retirarse. Después participó en la batalla de Murg que obligó al ejército rebelde a dispersarse y resultó en el colapso del levantamiento.